# A.セーリング
A.セーリング株式会社（えー せーりんぐ）は、かつて存在した出版社。東京都千代田区に本社を置いていた。

## 概要
- 企業名　A.セーリング株式会社
- 沿革　2004年6月　設立(2020年6月現在活動なし)
- 代表者　代表取締役　福原拓三
- 本社所在地　東京都千代田区三崎町3-10-18　マルキビルディング3F